# Manningford
Manningford è una parrocchia civile della contea del Wiltshire che si trova a circa 2 miglia a sud ovest di Pewsey e le città più vicine sono Marlborough e Devizes. Manningford è posta nella valle del Pewsey nel Sud Ovest dell'Inghilterra, Regno Unito. 

## Geografia fisica

### Territorio

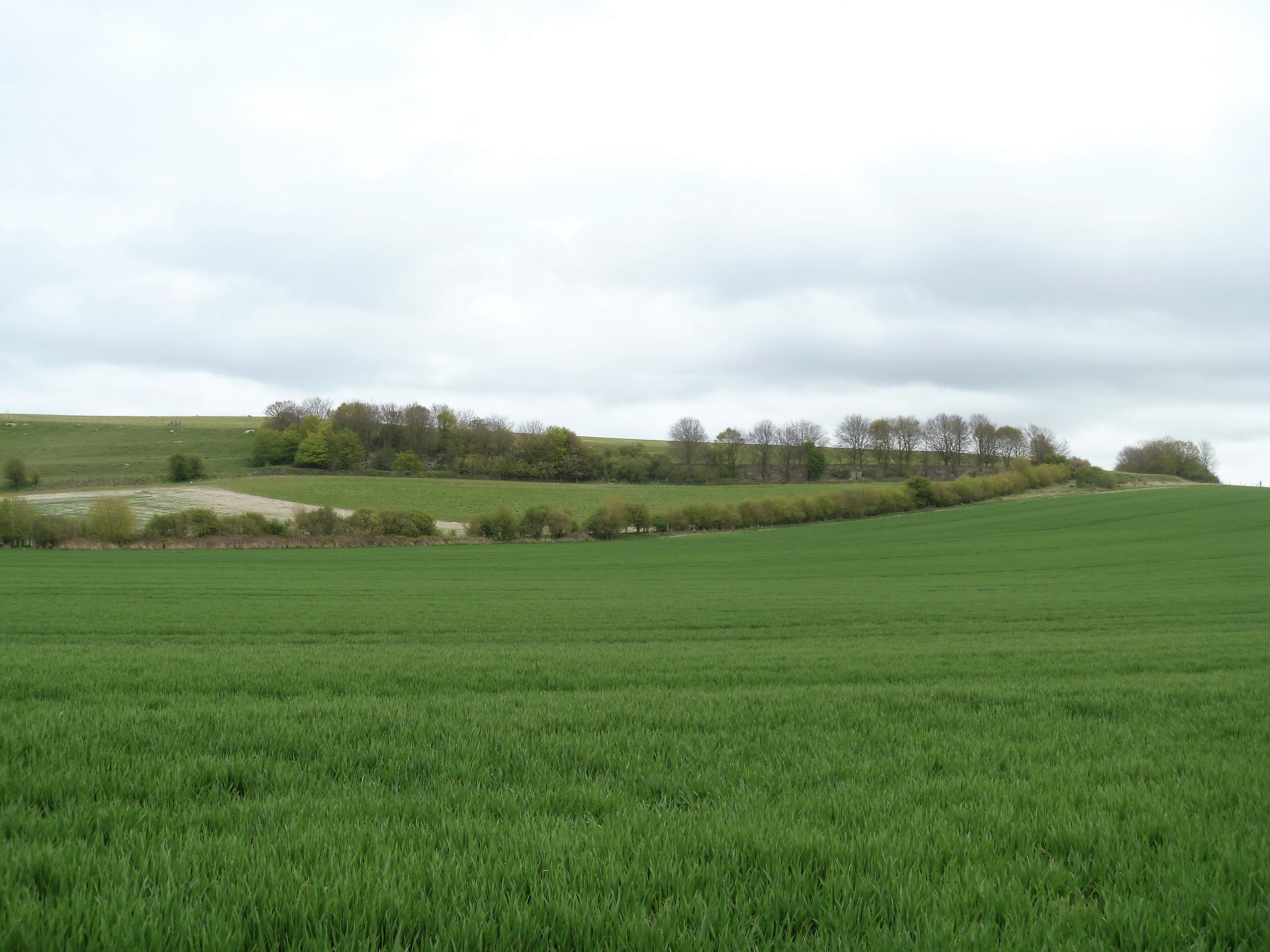
Campi nel territorio della parrocchia civile

Il territorio della parrocchia civile di Manningford occupa una superficie di 12.51 km² con un livello medio sul mare di 109 metri e si trova nella valle di Pewsey. La parrocchia è lunga e stretta, si estende fino alle zone più elevate verso Upavon, sul margine settentrionale della pianura di Salisbury. Le parrocchie originali erano lunghe e strette strisce di terra adiacenti e l'area della parrocchia moderna rispecchia ancora questa antica conformazione geografica.

## Storia

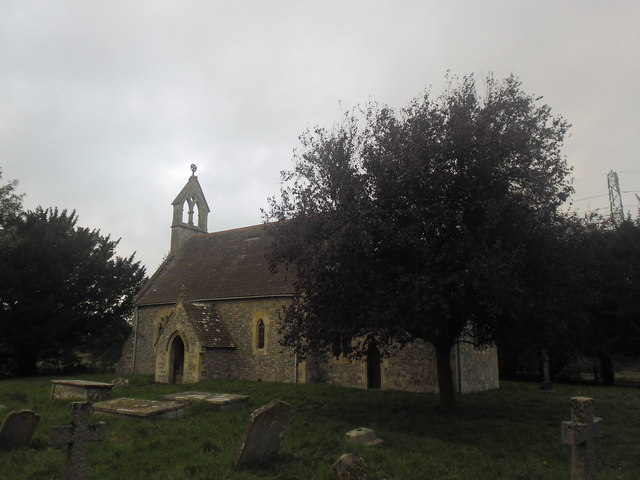
Chiesa di Manningford Abbots

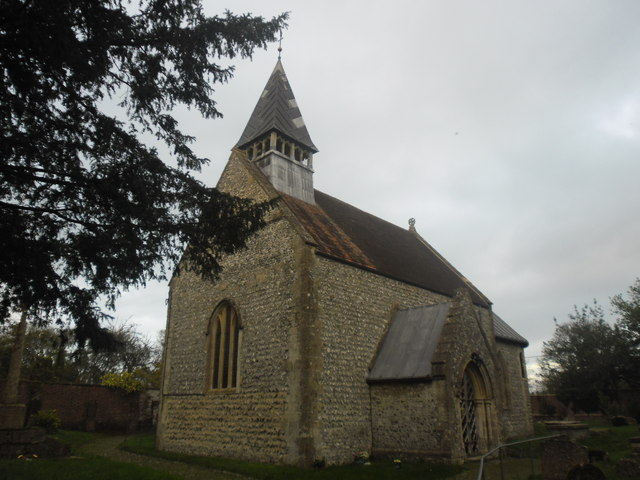
Chiesa di San Pietro a Manningford Bruce

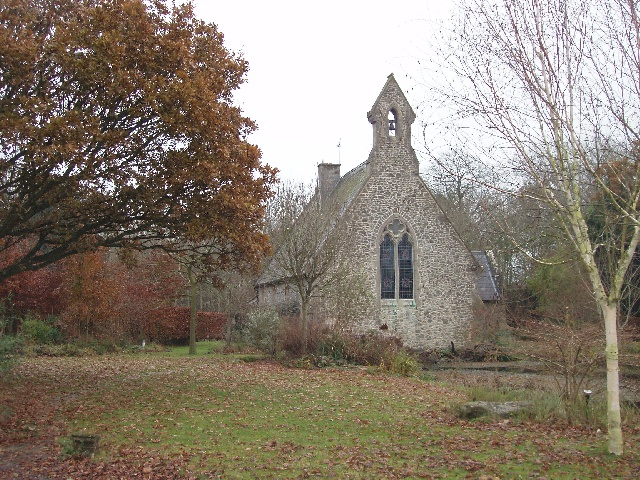
Chiesa di Tutti i Santi a Manningford Bohune

Vi sono evidenze di insediamenti preistorici nel territorio della parrocchia civile con prove archeologiche che mostrano attività nell'area a partire dal periodo neolitico, con fossati, un tumulo a ciotola su Bruce Down e, a sud di Bruce Field Barn, un recinto di circa mezzo acro dell'età del ferro o dell'era romano-britannica. Le vie di comunicazione che esistevano sulle mappe nel 1723 potevano erano ancora riconoscibili come tracce alla fine del XX secolo. Già nel 1722 è segnalato Andrews Bridge e le riparazioni al town bridge furono ordinate nel 1741. La posizione di questi ponti è sconosciuta. Il fiume Avon fu attraversato da un guado nel 1812, ma apparentemente un ponte attraversava il fiume, forse uno a schiena dorso gibbosa. Dal 1971 il fiume fu attraversato da un ponte in cemento. Durante il XVIII secolo il fiume fu deviato in due canali e si pensa che questo fosse legato alla sistemazione di prati umidi. Nel 1971 i prati erano stati allagati, creando un lago che a quel tempo era popolato di trote. La Berks and Hants Extensions Railway, aperta nel 1862, attraversava l'angolo settentrionale della parrocchia. L'insediamento è cambiato poco almeno dall'inizio del XVIII secolo, quando la casa padronale, la chiesa e la canonica erano tutte raggruppate lungo una strada semicircolare che andava dalla strada Devizes a Pewsey. Nel 1971 le estremità est e ovest della strada esistevano ancora, quella orientale conduceva a quella che in origine era la canonica, allora nota come Manningford Bruce House, alla chiesa e alla casa padronale, mentre quella che correva verso ovest conduceva a The Hold e a diversi cottage. The Hold è circondata da un alto muro di mattoni ed era stata precedentemente convertita da diversi cottage agricoli.
Manningford, con Abbots, Bohune e Bruce, venne citato anche come un insediamento nel Domesday Book. Nel 1086 risultava avere una popolazione registrata di 37 famiglie il che lo collocava tra i maggiori degli insediamenti registrati nel Domesday, ed è elencato sotto 3 proprietari. A una certa distanza da questi insediamenti, a est si trova l'Old Manor House, costruita nel 1838. Lower Farm, originariamente costruita nel XVII secolo, ha un ingresso a due falde e un portico a due piani, con porta a pannelli datata 1635. Questa data è anche su un timpano orientale. Nel XIX secolo furono apportate delle modifiche. Durante il XVII e il XVIII secolo, furono stabiliti insediamenti sparsi lungo una strada che conduceva a nord dalla strada Devizes a Pewsey, alcuni cottage con tetto di paglia, in parte con struttura in legno o mattoni si trovano tra l'Old Manor House e il fiume Avon. Nel XVIII e alla fine del XIX secolo, si svilupparono altri insediamenti lungo il confine di terreni comuni.

## Monumenti e luoghi d'interesse
Ci sono numerosi edifici storici e altri siti d'interesse nel territorio di Manningford, tra questi le sue chiese.
- Chiesa di San Pietro (in inglese Church of St. Peter). La chiesa parrocchiale anglicana si trova a Manningford Bruce risale all'XI secolo. Il luogo di culto appartiene alla diocesi di Salisbury e dal 27 maggio 1964 è considerata un monumento classificato di primo grado per il suo particolare interesse storico e architettonico.[8][9][10]
- Chiesa di Tutti i Santi (in inglese Church of All Saints). La chiesa anglicana risale al XIX secolo. Il luogo di culto è stato sconsacrato e apparteneva alla diocesi di Salisbury. Dal 4 giugno 1952 è considerata un monumento classificato di secondo grado per il suo particolare interesse storico e architettonico.[11][12]
- Villa romana. Sito di una probabile villa romana con cortile a Manningford Bruce, situata vicino alla chiesa. Fondamenta di muri in gesso e pavimentazione a tasselli furono viste nel 1958 durante lo scavo di una tomba. Scavi furono intrapresi nel 1985-7 per riesaminare il sito. Fu scoperta una piccola area di pavimentazione a mosaico e un'altra situata nelle vicinanze. Fu ipotizzata la presenza di un edificio lungo circa 50 metri con una possibile estensione alata o un secondo edificio con bagno.[13]
- Swanborough Tump. Si tratta di un basso tumulo di terra, elencato da Grinsell come un tumulo a ciotola dell'età del bronzo. Il tumulo è stato identificato con lo "Swanabeorh" di una carta del 987 d.C., il luogo di incontro di Swanborough Hundred. La posizione topografica del tumulo, su un terreno pianeggiante, è ritenuta atipica per un tumulo preistorico, il che implica che potrebbe essere stato costruito come motta castrale o luogo di incontro durante il periodo medievale.[14]

## Geografia antropica

### Urbanistica
Durante il XVII e il XVIII secolo, furono stabiliti insediamenti sparsi lungo una strada che conduceva a nord dalla strada Devizes a Pewsey, alcuni cottage con tetto di paglia, in parte con struttura in legno o mattoni si trovano tra l'Old Manor House e il fiume Avon. Nel XVIII e alla fine del XIX secolo, si svilupparono altri insediamenti lungo il confine di terreni comuni. Questa zona era sul confine orientale della parrocchia, fu colonizzata e divenne Townsend nel 1812, ma nel 1971 Townsend Lane era diventata Dragon Lane.

### Suddivisioni amministrative
Manningford è una parrocchia civile nel Wiltshire, Inghilterra. La parrocchia comprende i villaggi di Manningford Abbots, Manningford Bohune e Manningford Bruce, e il borgo di Manningford Bohune Common, noti insieme come Manningfords.

#### Manningford Abbots
L'antica parrocchia di Manningford Abbots era situata a circa un miglio e mezzo a sud-ovest di Pewsey e, come le sue vicine occidentali, era lunga e stretta. Dal confine settentrionale a Swanborough Tump si estendeva verso sud-est per 4 miglia attraverso la valle di sabbia verde precedentemente nota come Abbots Common, il letto di Avon e la scarpata di Salisbury Plain fino ad Abbots Down oltre. Era larga poco più di mezzo miglio nel suo punto più largo sul confine settentrionale. L'area della parrocchia era di 933 acri nel 1931. Fu incorporata con la parrocchia civile di Manningford Bohune e l'antica parrocchia di Manningford Bruce nel 1934 per formare la nuova parrocchia civile di Manningford.

#### Manningford Bohune
IL maniero locale era detenuto da Godric prima della conquista normanna e nel 1086 Amelric de Drewes lo tenne per il re. Fu poi dato a Maud, figlia di Edoardo di Salisbury e di suo marito, Humphrey de Bohun, insieme al maniero di Wilsford. Nel 1421, con la divisione delle tenute di Hereford, il maniero passò a Enrico V e divenne parte dei possedimenti del Ducato di Lancaster fino al XVII secolo. Fu assegnata a Catherine, vedova di Enrico V e nel 1467 a Elisabeth Woodville, regina di Edoardo IV. Nel 1918 la tenuta fu messa in vendita dal 4° conte di Normanton. A quel tempo la tenuta comprendeva Manor Farm, Field Farm e Dairy Farm. Nel 1971 Manor Farm era cresciuta fino a 670 acri. La fattoria risale ai primi anni del XIX secolo e a est c'è un granaio in mattoni che poggia su pietre di sella. Nei primi anni del XVI secolo una seconda tenuta a Manningford Bohune apparteneva a Robert Rogers ma nel 1668 era diventata parte della tenuta principale. Nel 1086 Manningford Bohune era valutata 60 scellini. A quel tempo Amelric de Drewes aveva diritti sul mulino. C'erano 12 acri di prateria e la popolazione avrebbe potuto contare tra 12 e 20 persone. Nel 1361 si diceva che la tenuta contenesse un mulino ad acqua in rovina che non valeva nulla. I registri signorili del 1660 includono riparazioni a un ponte cittadino. Nel 1793 i terreni demaniali venivano coltivati quando c'era pascolo sui downs. Gli affittuari avevano diritti di pascolo per le pecore, solitamente 60 per metro quadrato. Nei primi anni del XVI secolo John Leland descrisse i campi a sud del villaggio come "un terreno di campi coltivati, fruttuoso di erba e mais, in particolare grano e orzo buoni". Nel 1764 alcuni terreni erano stati convertiti in prati irrigui. L'agricoltura e l'allevamento di pecore continuarono fino alla fine del XIX secolo, quando la società che era affittuaria di Manor Farm istituì un allevamento di mucche da latte. Nei primi anni del XX secolo fu istituito un orto nell'angolo nord-orientale della parrocchia. Una società coltivava bulbi per il vivaio di Bath dell'azienda. Il narciso "Fortune" fu coltivato qui fino al 1913. Nel 1973 c'erano 80 acri di narcisi con appezzamenti più piccoli per tulipani e iris, insieme a un centro di giardinaggio al dettaglio, in cima alla strada Pewsey-Woodborough. A quel tempo la parrocchia conteneva due fattorie principalmente dedicate alla produzione di carne bovina e mais. Tra il 1898 e il 1903 gli "artisti pirotecnici" della parrocchia realizzavano fuochi d'artificio.

#### Manningford Bruce
Manningford Bruce. La parrocchia originale di Manningford Bruce si trova a 2 miglia a sud-ovest di Pewsey. Il confine nord-occidentale è vicino alla Pewsey to Woodborough Road e il confine sud-orientale è su Bruce Down, a sole 4 miglia e mezzo di distanza. Nel punto più largo, vicino a Dragon Lane, la parrocchia era larga mezzo miglio. Nel 1934 l'area della parrocchia era stimata in 1.113 acri. L'area settentrionale della parrocchia raggiunge un'altezza di 425 piedi e i terreni di sabbia verde superiore scendono a sud-est, principalmente in coltivazioni arabili. La piantagione di abeti nel nord-ovest della parrocchia fu menzionata per la prima volta all'inizio del XIX secolo ed esisteva ancora alla fine del XX. A sud della parrocchia il fiume Avon scorre verso sud-ovest e un letto di ghiaia di fiume e valle si estende per circa mezzo miglio di larghezza. La parte più antica dell'insediamento si trova qui a un'altitudine di 337 piedi. Una distesa di gesso si estende a sud per due miglia, salendo gradualmente fino a 625 piedi sul confine. La parrocchia prese il nome dal guado del fiume insieme alla famiglia Breuse.
La casa padronale originale si trovava a nord-ovest della chiesa. Nel 1723 era un edificio a forma di L che fu ristrutturato o sostituito nel tardo XVIII secolo, solo per essere sostituito di nuovo nel XIX secolo utilizzando oggetti della casa precedente. Un architrave datato 1803 è stato riposizionato nel muro occidentale della casa principale. Le scuderie in mattoni rossi risalgono al XIX secolo. Una tenuta a Manningford Bruce è elencata sia nel 1291 che nel 1318 come pagante una pensione annuale al priorato di Hamble nell'Hampshire. Nel Medioevo sorgeva nella parrocchia un mulino noto come Marshmill ma la sua ubicazione non è nota e ogni traccia era scomparsa nel XIV secolo, quando John Marshmill possedeva questa tenuta nel 1392. Nel 1669 la proprietà apparteneva alla famiglia Kent di Boscombe. I registri parrocchiali mostrano le somme pagate ai sorveglianti dei poveri. Nel 1835 Manningford Bruce entrò a far parte della Pewsey Poor Law Union. L'ente di beneficenza John Grant nella parrocchia esiste dal 1866.

## Economia
Il territorio è a vocazione agricola con la presenza di numerose tenute legate ad antichi manieri. Alcune aree sono destinate a pascolo e altre a coltivazione.